# Alpes Vitorianos
Os Alpes vitorianos são uma extensa cadeia montanhosa que forma a parte sul dos Alpes Australianos, localizada no estado australiano de Vitória, fazem parte da Grande Cordilheira Divisória, uma sub-bioregião de Regionalização Biogeográfica Interina para a Austrália (IBRA) de aproximadamente 519.866 hectares, e uma sub-região administrativa que faz fronteira com as regiões de Gippsland e de Hume.